# Parc Nacional d'Andringitra
El Parc Nacional d'Andringitra és un parc nacional  dins la regió Haute Matsiatra de Madagascar, 47 quilometres (29 mi) al sud d'Ambalavao. Aquest parc va ser fundat el 1999 i el gestiona la Madagascar National Parks Association. És Patrimoni de la Humanitat des de 2007 com a part de les Selves plujoses d'Atsinanana.
Ocupa 31,160 km² (una superfície pràcticament igual a la de Catalunya).

## Flora i fauna
Aquest parc és un dels llocs de més biodiversitat de Madagascar, amb molts endemismes. Hi ha un miler d'espècies de plantes, un centenar d'espècies d'ocells i 55 espècies de granotes.
Hi ha unes cinquanta espècies de mamífers, incloent 13 espècies de lemurs.
| Èpocs de visió | Espècies |
| -------------- | --- |
| Diürnes        | - (Lemur catta) - (Hapalemur meridionalis) - (Hapalemur aureus) - (Prolemur simus) - (Eulemur fulvus) - (Eulemur rufifrons) - (Eulemur rubriventer) - (Propithecus edwardsi) |
| Nocturns       | - (Microcebus rufus) - (Cheirogaleus major) - (Lepilemur microdon) - (Avahi peyrierasi) - (Daubentonia madagascariensis)                                                     |